# Rusli Zainal
Rusli Zainal (sinh ngày 3 tháng 12 năm 1957) là một cựu chính trị gia người Indonesia bị kết án tham nhũng, ông phục vụ hai nhiệm kỳ Thống đốc Riau từ năm 2003 đến năm 2013. Ông từng là nhiếp chính huyện Indragiri Hilir. Ông bị kết án 14 năm tù vào năm 2014, sau đó giảm xuống 10 năm tù và được trả tự do cùng lời cam kết vào năm 2022.

## Đầu đời và giáo dục
Zainal sinh ra tại một ngôi làng ở khu Mandau, ngày nay thuộc huyện Indragiri Hilir, vào ngày 3 tháng 12 năm 1957. Khi còn nhỏ, Zainal đã tham gia Cuộc thi Kinh Qur’an Quốc tế Indonesia ở cấp quốc gia, đại diện tỉnh Riau. Ông sau đó ghi danh vào Đại học Riau, đạt bằng cử nhân kinh tế.

## Sự nghiệp
Sau khi tốt nghiệp, Zainal bắt đầu kinh doanh xây dựng. Ông được bầu vào cơ quan lập pháp cấp tỉnh Riau, đến năm 1999 ông được bầu làm nhiếp chính Indragiri Hilir.
Zainal tranh cử với tư cách là ứng cử viên cho chức vụ thống đốc Riau trong cuộc bầu cử năm 2003, bất ngờ giành chiến thắng trước thống đốc đương nhiệm Saleh Djasit với 34/54 phiếu bầu từ cơ quan lập pháp tỉnh. Ngày 21 tháng 11 năm 2003, ông tuyên thệ nhậm chức thống đốc Riau. Ông tái đắc cử trong cuộc bầu cử thống đốc năm 2008 với 57,5% phiếu bầu. Vào ngày 8 tháng 2 năm 2013, ông bị Ủy ban Bài trừ Tham nhũng xác định là nghi phạm hối lộ liên quan đến sự kiện Tuần lễ Thể thao Quốc gia 2012, ông chính thức bị bắt giữ sau khi thẩm vấn vào ngày 14 tháng 6 năm 2013. Đáp lại cuộc điều tra, đảng Golkar đã hủy tư cách thành viên của ông vào tháng 6 năm 2013.
Nhiệm kỳ thống đốc của ông kết thúc do vụ án vào ngày 12 tháng 11 năm 2013, tám ngày trước thời hạn dự kiến, Tòa án khu Pekanbaru kết án ông 14 năm tù giam vào ngày 12 tháng 3 năm 2014. Sau khi kháng cáo đến Tòa án Tối cao, bản án của Zainal giảm xuống còn 10 năm. Ông được trả tự do cùng lời cam kết vào ngày 21 tháng 7 năm 2022.

## Gia đình
Zainal có hai người vợ; Septiana Primawati và Syarifah Darmiati. Primawati là con gái cả của Ismail Suko, trước đây được bầu là thống đốc Riau.